# گوگدرق
گوی دره، نام روستا به معنای دره سبز می‌باشد روستایی در دهستان بروانان غربی بخش مرکزی شهرستان ترکمانچای در استان آذربایجان شرقی ایران است.
روستای گوگدرق (گؤی دره) یکی از روستاهای استان آذربایجان شرقی است که در دهستان بروانان غربی بخش ترکمانچای شهرستان میانه واقع شده است.
بر اساس نتایج سرشماری عمومی نفوس و مسکن مرکز آمار ایران در سال ۱۳۹۵، جمعیت این روستا ۲۸۹ نفر و تعداد خانوار آن، ۱۰۰ خانوار است.
مردمان محلی این روستا گاهی آن را به نام «گؤی دره» به معنی دره سرسبز صدا می‌زنند. این روستا در حدود ۴۵ کیلومتری شهر میانه به سمت تبریز واقع شده است. شغل اکثر مردم روستای گوگدرق کشاورزی و دامداری می‌باشد. از جاذبه‌های گردشگری این روستا می‌توان به آب گرم (ایستی سو)، للی قیه، ازنو، محمود اولن یری، قره آغاج دره سی، شیرین دره سی، کت دره سی، آلمالی دره سی اشاره کرد.
گفته می‌شود یکی از آبگرم‌های کم‌نظیر جهان در این روستا قرار دارد که دارای یون‌های مس و آهن محلول در آب است که خاصیت درمانی دارد که در آبگرم‌های دیگر کمتر می‌توان یافت.

### گؤی ده ره (Göydərə)
گؤی ده ره اسم روستایی در بخش ترکمن چای، دهستان بروانان غربی شهرستان میانه می‌باشد که به صورت گوگ درق نوشته می‌شود. اهالی بومی منطقه اسم روستا را بصورت گؤو ده ره تلفظ می‌کنند.
همانطوری که در بخشهای قبل ذکر گردید از جمله معانی گؤی و گؤو؛ سبز، آسمان و بزرگ می‌باشد.
ده ره در زبان ترکی معادل دره در فارسی می‌باشد و به معنای «راه میان دو کوه و زمین دراز و کشیده میان دو رشته کوه» می‌باشد.
در تفکرات اساطیری، اقوام ترک‌زبان باستان گؤی (به معنی آسمان) را الهه می‌پنداشتند و اعتقاد داشتند که گوی (آسمان) بوسیلهٔ خورشید، زمین را گرم می‌کند و بوسیله باران بارور می‌سازد و آن را برای رویش رستنیها آماده می‌کند و رنگ آبی (گؤی) را به عنوان رنگ و نشانهٔ الههٔ آسمان مقدس می‌دانستند. همچنین برای تقدس و خوش‌یمنی، مکان‌های زندگی، کوه‌ها و رودها و حیوان‌ها را به الهه آسمان منسوب می‌نمودند و در افسانه‌های خود حیواناتی را که به انسان‌ها کمک می‌کنند به رنگ آسمان تصور می‌نمودند مانند؛ گؤی قورد (گرگ بزرگ) در اوغوزنامه و گؤی او کوز (گاو آبی رنگ) در دیگر افسانه‌های آذربایجان.
بنابراین گوی دره به معنی درهٔ سبز و درهٔ بزرگ خواهد بود که اسم آبادی نیز از آن اقتباس شده است.

## جمعیت
بر پایه سرشماری عمومی نفوس و مسکن در سال ۱۳۹۵، جمعیت این روستا برابر با ۲۸۹ نفر (۱۰۰ خانوار) بوده است.